# Poldermolen Nederhorst den Berg
De Poldermolen Nederhorst ten Berg in Nederlandse gemeente Wijdemeren bemaalde de voorheen Stichts-Ankeveense polder.
Er was voor de polder eerst nog een tweede molen, maar die is tussen 1863 en 1894 verdwenen. Deze molen bleef tot ongeveer 1932 in bedrijf. In 1956 werd de verwaarloosde molen door de huidige eigenaar gekocht, en gerestaureerd als woning.
Deze bewoonde molen is niet te bezoeken.

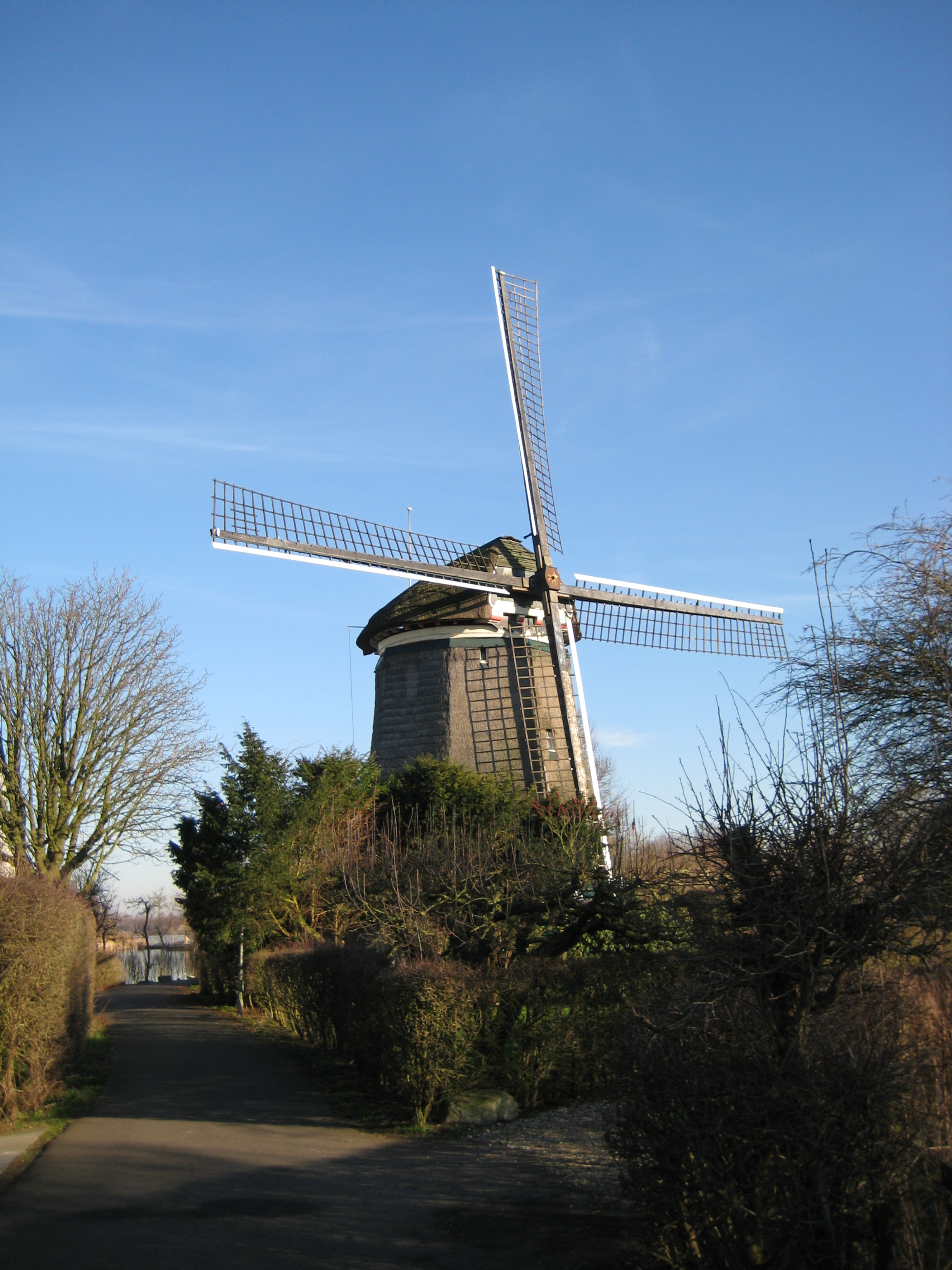